# Westerbork
Westerbork est un village situé dans la commune néerlandaise de Midden-Drenthe, dans la province de Drenthe. Le 1er janvier 2007, le village comptait 4 710 habitants.
Le village est surtout connu pour le camp de transit qui y existait pendant la Seconde Guerre mondiale. Anne Frank, sa sœur Margot, Otto et Edith Frank et la famille Van Pels sont passés par ce camp avant d'être envoyés à Auschwitz. Le 8 avril 1945, Westerbork a aussi été le théâtre d'un coup de main audacieux des SAS français sur l'état-major de la Feldgendarmerie allemande dans le cadre de l'opération Amherst. 
La 1er janvier 1998, l'ancienne commune indépendante de Westerbork a fusionné avec Smilde et Beilen pour former la nouvelle commune de Midden-Drenthe.

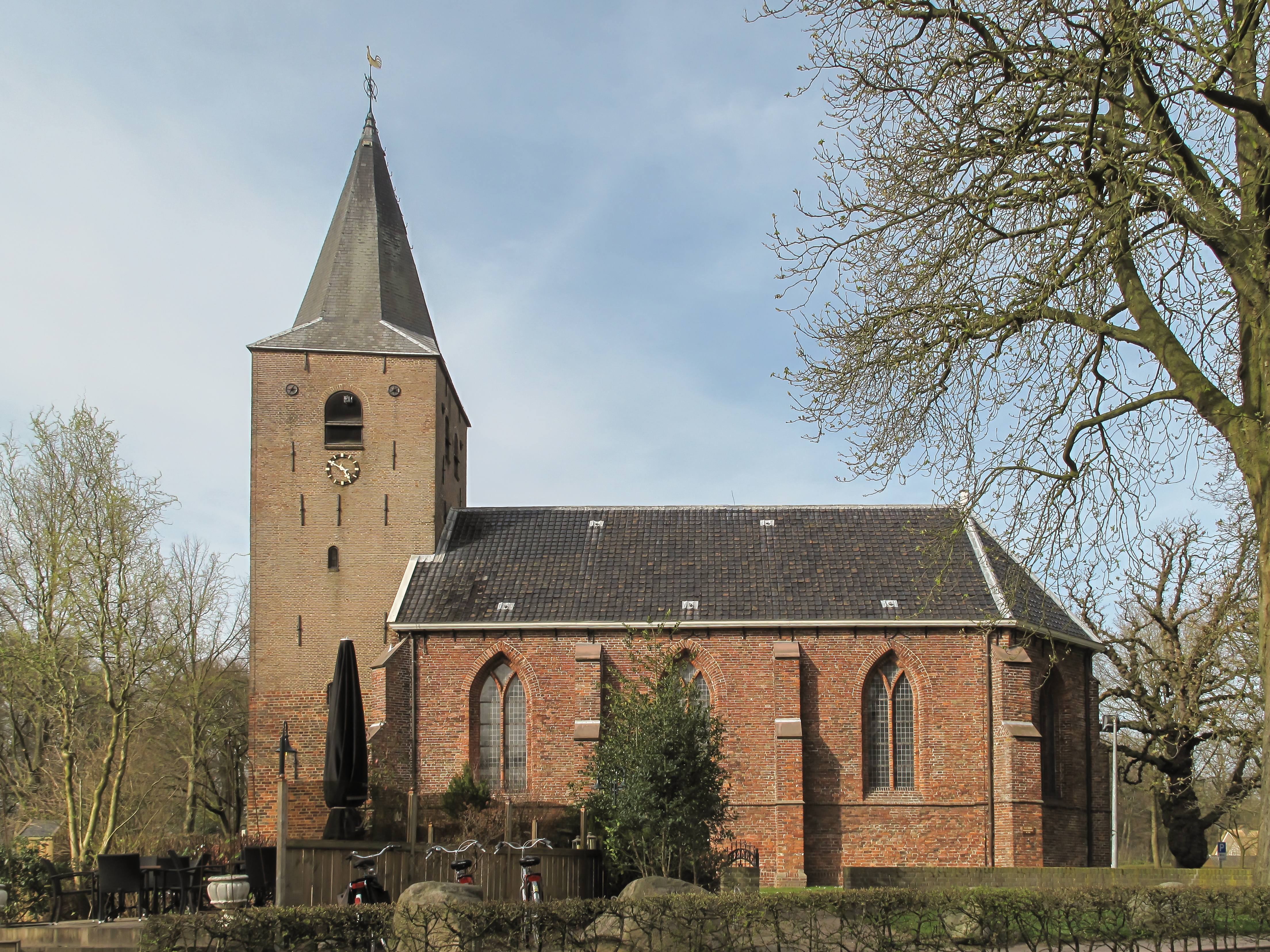
L'église : de Stephanuskerk